# Neobrachychthonius marginatus
Neobrachychthonius marginatus är en kvalsterart som först beskrevs av Forsslund 1942.  Neobrachychthonius marginatus ingår i släktet Neobrachychthonius och familjen Brachychthoniidae. Inga underarter finns listade i Catalogue of Life.